# خرگوش بی‌دم گوش‌بزرگ
خرگوش بی‌دم گوش‌بزرگ (نام علمی: Ochotona macrotis) نام یک گونه از سرده خرگوش بی‌دم است.